# Pinnatella allamanoi
Pinnatella allamanoi là một loài rêu trong họ Neckeraceae. Loài này được Tosco & Piovano mô tả khoa học đầu tiên năm 1956.
Danh pháp khoa học của loài này chưa được làm sáng tỏ. 